# Burfjord
Burfjord (kvensk: Puruvuono, nordsamisk: Buvrovuotna) er administrationsbyen i Kvænangen kommune i Troms og Finnmark fylke i Norge. I Burfjord findes bank, postbutik, bibliotek, benzinstation, kafé, skistadion, tre fodboldbaner, børnehaver, div. butikker, idrætshal, lægevagt, lægecenter, sygehjem, tandlæge, grundskole og to dagligvarebutikker. Stedet er kendt for sit gode idrætsmiljø, specielt omkring skisport. I Burfjord bor ca. 600 af de 1.400 indbyggere i Kvænangen. Det samiske stednavn, som antages at være oprindelsen for de andre varianter, betyder "Grødfjord".